# Tournoi de clôture du championnat du Belize de football 2019
Navigation
Saison précédente Saison suivante
Le Tournoi Clausura 2019 est le dix-huitième tournoi saisonnier disputé au Belize.
C'est cependant la 39e fois que le titre de champion du Belize est remis en jeu.
Chacun des huit clubs participants sera confronté deux fois aux autres équipes. Puis les quatre meilleurs s'affronteront lors d'une phase finale à la fin de la saison.
Seulement une place peut être qualificative pour la Ligue de la CONCACAF.

## Les 8 clubs participants
Ce tableau présente les huit équipes qualifiées pour disputer le championnat 2018-2019 sous réserve d'abandon ou de nouvelle inscription. On y trouve le nom des clubs, le nom des stades dans lesquels ils évoluent ainsi que la capacité et la localisation de ces derniers.
| Club                           | Stade                       | Capacité | Ville       |
| Altitude Assassins FC (en)     | Stade Michael Ashcroft (en) | 2 000    | Mango Creek |
| Defence Force                  | Stade MCC Grounds           | 2 000    | Belize City |
| Belmopan Bandits               | Stade Isidoro Beaton        | 2 500    | Belmopan    |
| Paradise/Freedom Fighters (en) | Toledo Union Field (en)     | -        | Punta Gorda |
| Police United                  | Stade Isidoro Beaton        | 2 500    | Belmopan    |
| San Pedro Pirates FC (en)      | Stade Ambergris             | -        | San Pedro   |
| Verdes FC                      | Stade Norman Broaster       | 2 000    | San Ignacio |
| Wagiya (en)                    | Stade Carl Ramos            | 3 500    | Dangriga    |

Localisation des clubs engagés dans le championnat
| \| Defence Force Verdes FC Belmopan Bandits Police United Altitude Assassins FC Wagiya Paradise/Freedom Fighters San Pedro Pirates FC \| |
| Defence Force Verdes FC Belmopan Bandits Police United Altitude Assassins FC Wagiya Paradise/Freedom Fighters San Pedro Pirates FC       |

## Compétition
Le tournoi Clausura se déroule de la façon suivante, en deux phases :
- La phase régulière : les dix-huit journées de championnat.
- La phase finale : les matchs aller-retour allant des demi-finales à la finale.

### Phase régulière
Lors de la phase régulière les huit équipes affrontent à deux reprises les sept autres équipes selon un calendrier tiré aléatoirement.
Les quatre meilleures équipes sont qualifiées pour le second tour.
Le classement est établi sur le barème de points classique (victoire à 3 points, match nul à 1, défaite à 0).
Le départage final se fait selon les critères suivants :
- Le nombre de points.
- La différence de buts générale.
- Le nombre de buts marqué.

| Rang | Équipe                         | Pts | J  | G | N | P | Bp | Bc | Diff |
| ---- | ------------------------------ | --- | -- | - | - | - | -- | -- | ---- |
| 1    | San Pedro Pirates FC (en)      | 26  | 14 | 8 | 2 | 4 | 23 | 15 | +8   |
| 2    | Belmopan Bandits T             | 25  | 14 | 7 | 4 | 3 | 25 | 15 | +10  |
| 3    | Verdes FC                      | 24  | 14 | 6 | 6 | 2 | 19 | 9  | +10  |
| 4    | Defence Force                  | 22  | 14 | 6 | 4 | 4 | 19 | 15 | +4   |
| 5    | Police United                  | 19  | 14 | 6 | 1 | 7 | 21 | 28 | -7   |
| 6    | Altitude Assassins FC (en)     | 17  | 14 | 5 | 2 | 7 | 18 | 21 | -3   |
| 7    | Paradise/Freedom Fighters (en) | 13  | 14 | 3 | 4 | 7 | 15 | 23 | -8   |
| 8    | Wagiya (en)                    | 9   | 14 | 2 | 3 | 9 | 13 | 27 | -14  |

| Légende : Qualifications et relégations | Légende : Qualifications et relégations |
| --------------------------------------- | --------------------------------------- |
|                                         | Qualifié pour le second tour            |
|                                         | T Tenant du titre                       |

| Résultats (▼dom., ►ext.)                                   | Ass | Def | Belm | Fre | Pol | SPe | Ver | Wag |
| Altitude Assassins FC (en)                                 |     | 2-2 | 1-3  | 0-1 | 2-1 | 0-1 | 1-3 | 4-1 |
| Defence Force                                              | 1-2 |     | 2-0  | 4-1 | 1-2 | 0-1 | 1-0 | 1-0 |
| Belmopan Bandits                                           | 3-1 | 1-1 |      | 3-1 | 4-1 | 4-2 | 1-1 | 0-0 |
| Paradise/Freedom Fighters (en)                             | 0-1 | 0-0 | 1-2  |     | 3-1 | 1-1 | 0-0 | 5-3 |
| Police United                                              | 1-0 | 2-2 | 1-3  | 3-1 |     | 1-2 | 1-2 | 3-2 |
| San Pedro Pirates FC (en)                                  | 2-1 | 1-2 | 2-1  | 3-1 | 0-1 |     | 1-1 | 4-1 |
| Verdes FC                                                  | 1-1 | 1-2 | 0-0  | 2-0 | 5-0 | 1-0 |     | 1-1 |
| Wagiya (en)                                                | 1-2 | 2-0 | 1-0  | 0-0 | 1-3 | 0-3 | 0-1 |     |
| - Victoire à domicile - Match nul - Victoire à l'extérieur |     |     |      |     |     |     |     |     |

### Classement cumulatif
Ce classement cumulant les résultats du tournoi d'ouverture 2018 et de clôture 2019 sert à l'attribution de la place qualificative pour la Ligue de la CONCACAF 2019 seulement.
| Rang | Équipe                         | Pts | J  | G  | N | P  | Bp | Bc | Diff |
| ---- | ------------------------------ | --- | -- | -- | - | -- | -- | -- | ---- |
| 1    | Belmopan Bandits               | 58  | 28 | 17 | 7 | 4  | 64 | 24 | +40  |
| 2    | Verdes FC                      | 57  | 28 | 17 | 6 | 5  | 56 | 22 | +34  |
| 3    | San Pedro Pirates FC (en)      | 48  | 28 | 15 | 3 | 10 | 47 | 33 | +14  |
| 4    | Police United                  | 37  | 28 | 11 | 4 | 13 | 43 | 56 | -13  |
| 5    | Altitude Assassins FC (en)     | 35  | 28 | 11 | 2 | 15 | 38 | 55 | -17  |
| 6    | Defence Force                  | 33  | 28 | 9  | 6 | 13 | 35 | 43 | -8   |
| 7    | Paradise/Freedom Fighters (en) | 27  | 28 | 7  | 6 | 15 | 45 | 66 | -21  |
| 8    | Wagiya (en)                    | 22  | 28 | 6  | 4 | 18 | 33 | 62 | -29  |

| Légende : Qualifications et relégations | Légende : Qualifications et relégations       |
| --------------------------------------- | --------------------------------------------- |
|                                         | Ligue de la CONCACAF 2019                     |
|                                         | C Vainqueur d'un des deux tournois de l'année |

### La Phase Finale
Les quatre équipes qualifiées sont réparties dans un tableau final d'après leur classement général.
En cas d'égalité sur la somme des deux matchs, c'est l'équipe ayant marqué le plus de buts à extérieur qui l'emporte puis une prolongation et une séance de tirs au but ont éventuellement lieu.

#### Tableau
|  |                           |            |                  |            |            |                           |   |        |        |        |        |        |
|  | 1/2 finale                | 1/2 finale | 1/2 finale       | 1/2 finale | 1/2 finale |                           |   | Finale | Finale | Finale | Finale | Finale |
|  |                           |            |                  |            |            |                           |   |        |        |        |        |        |
|  |                           |            |                  |            |            |                           |   |        |        |        |        |        |
|  | San Pedro Pirates FC (en) | (1)        | 1                | 6          | 7          |                           |   |        |        |        |        |        |
|  | San Pedro Pirates FC (en) | (1)        | 1                | 6          | 7          |                           |   |        |        |        |        |        |
|  | Defence Force             | (4)        | 0                | 1          | 1          |                           |   |        |        |        |        |        |
|  | Defence Force             | (4)        | 0                | 1          | 1          | San Pedro Pirates FC (en) |   | 0      | 2      | 2      |        |        |
|  |                           |            |                  |            |            | San Pedro Pirates FC (en) |   | 0      | 2      | 2      |        |        |
|  |                           |            | Belmopan Bandits |            | 1          | 0                         | 1 |        |        |        |        |        |
|  | Belmopan Bandits          | (2)        | Belmopan Bandits | 4          | 1          | 0                         | 1 | 0      | 4      |        |        |        |
|  | Belmopan Bandits          | (2)        |                  | 4          |            |                           |   | 0      | 4      |        |        |        |
|  | Verdes FC                 | (3)        | 3                | 0          | 3          |                           |   |        |        |        |        |        |
|  | Verdes FC                 | (3)        | 3                | 0          | 3          |                           |   |        |        |        |        |        |

#### Demi-finales
| Club                      | Aller | Retour | Club          | Total |
| San Pedro Pirates FC (en) | 1 - 0 | 6 - 1  | Defence Force | 7 - 1 |
| Belmopan Bandits          | 4 - 3 | 0 - 0  | Verdes FC     | 4 - 3 |

#### Finale
| Match aller | Belmopan Bandits    | 1 - 0   | San Pedro Pirates FC (en) | Stade Isidoro-Beaton, Belmopan      |                                     |
| 11 mai 2019 | Humberto Requena 5e | (1 - 0) |                           | Arbitrage : Bryan Lopez Castellanos | Arbitrage : Bryan Lopez Castellanos |

| Match retour | San Pedro Pirates FC (en)               | 2 - 0   | Belmopan Bandits | Stade Ambergris, San Pedro |                          |
| 18 mai 2019  | Facundo Garnier 67e · Mailson Moura 76e | (0 - 0) |                  | Arbitrage : Sergio Reyna   | Arbitrage : Sergio Reyna |

## Bilan du tournoi
| Tournoi de clôture du championnat de football du Belize 2019 |                           |
| Champion                                                     | San Pedro Pirates FC (en) |
| Qualifications continentales                                 |                           |
| Ligue de la CONCACAF 2019                                    | Belmopan Bandits          |

## Statistiques

### Buteurs
| Rang | Nom              | Équipe                     | Buts |
| 1    | Elroy Smith      | Verdes FC                  | 11   |
| 2    | Camilo Sanchez   | Defence Force              | 10   |
| 3    | Andres Orozco    | Altitude Assassins FC (en) | 9    |
| 3    | Highking Roberts | Wagiya (en)                | 9    |